# Essex (circonscription provinciale)
Pour les articles homonymes, voir Essex (circonscription) et Essex (homonymie).
Circonscription électorale provinciale du Canada
Essex est une circonscription provinciale de l'Ontario représentée à l'Assemblée législative de l'Ontario depuis 1999.
Une circonscription provinciale nommée Essex a également existé de 1867 à 1874.

## Géographie
La circonscription est située sur l'extrême sud de l'Ontario, dont une partie est située sur les rives de la rivière Détroit. Les entités municipales formant la circonscription sont Lakeshore, LaSalle, Amherstburg, Kingsville et Essex.   
Les circonscriptions limitrophes sont Chatham—Kent—Essex, Lambton—Kent—Middlesex, Windsor—Tecumseh et Windsor-Ouest.

## Historique
| Législature                                                       | Années        | Député | Député         | Parti                     |
| ----------------------------------------------------------------- | ------------- | ------ | -------------- | ------------------------- |
| Essex                                                             |               |        |                |                           |
| 1re                                                               | 1867-1871     |        | Solomon Wigle  | Progressiste-conservateur |
| 2e                                                                | 1871-1874     |        | Albert Prince  | Libéral                   |
| Circonscription dissoute parmi Essex-Nord et Essex-Sud            |               |        |                |                           |
| Circonscription issue d'Essex-Sud, Essex—Kent et Windsor—Sandwich |               |        |                |                           |
| 37e                                                               | 1999-2003     |        | Bruce Crozier  | Libéral                   |
| 38e                                                               | 2003-2007     |        | Bruce Crozier  | Libéral                   |
| 39e                                                               | 2007-2011     |        | Bruce Crozier  | Libéral                   |
| 40e                                                               | 2011-2014     |        | Taras Natyshak | NPD                       |
| 41e                                                               | 2014-2018     |        | Taras Natyshak | NPD                       |
| 42e                                                               | 2018-2022     |        | Taras Natyshak | NPD                       |
| 43e                                                               | 2022–2025     |        | Anthony Leardi | Progressiste-conservateur |
| 44e                                                               | 2025–en cours |        | Anthony Leardi | Progressiste-conservateur |

## Circonscription fédérale
Depuis les élections provinciales ontariennes du 4 octobre 2007, l'ensemble des circonscriptions provinciales et des circonscriptions fédérales sont identiques.